# Phrurolithus hamdeokensis
Phrurolithus hamdeokensis là một loài nhện trong họ Phrurolithidae.
Loài này thuộc chi Phrurolithus. Phrurolithus hamdeokensis được miêu tả năm 1988 bởi Seo.